# Eckberg
De Eckberg is een berg in het Berchtesgadener Land in de deelstaat Beieren, Duitsland. De berg heeft een hoogte van 1024 meter.
De Eckberg is onderdeel van het Untersbergmassief, dat weer deel uitmaakt van de Berchtesgadener Alpen.